# World Series of Poker Europe 2021
Die World Series of Poker Europe 2021 war die zwölfte Austragung der World Series of Poker in Europa. Sie fand vom 19. November bis 8. Dezember 2021 erneut im King’s Resort in Rozvadov statt.

## Turniere

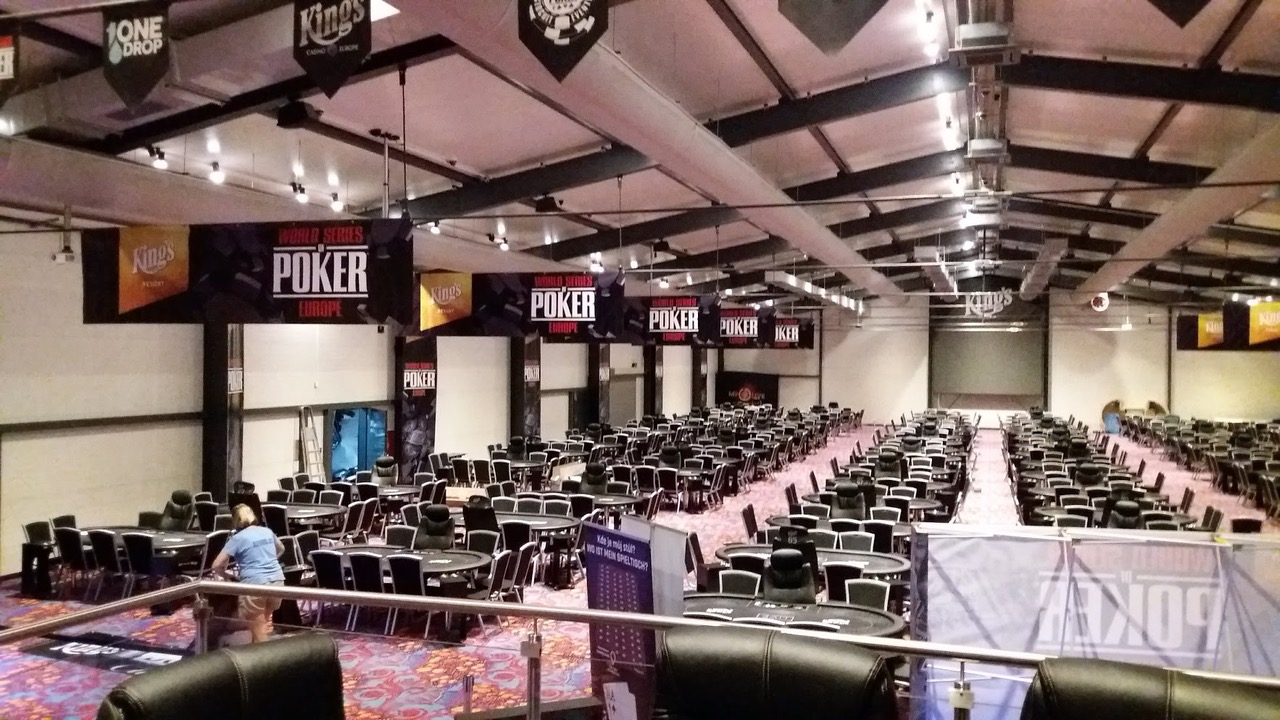
Alle Turniere wurden im King’s Resort ausgetragen

### Struktur
Der Turnierplan wurde am 12. Juli 2021 veröffentlicht. Er umfasste 15 Pokerturniere in den Varianten No Limit Hold’em (NLH), No Limit Hold’em Short Deck, Pot Limit Omaha sowie in der gemischten Variante 8-Game. Der Buy-in lag zwischen 350 und 25.000 Euro. Die beiden Turniere mit einem Buy-in von über 10.000 Euro zählten zur PokerGO Tour, deren erfolgreichster Spieler eine zusätzliche Prämie von 200.000 US-Dollar erhielt. Für einen Turniersieg erhielten die Spieler neben dem Preisgeld ein Bracelet. Der Franzose Julien Martini gewann als einziger Spieler zwei Bracelets.

### Turnierplan

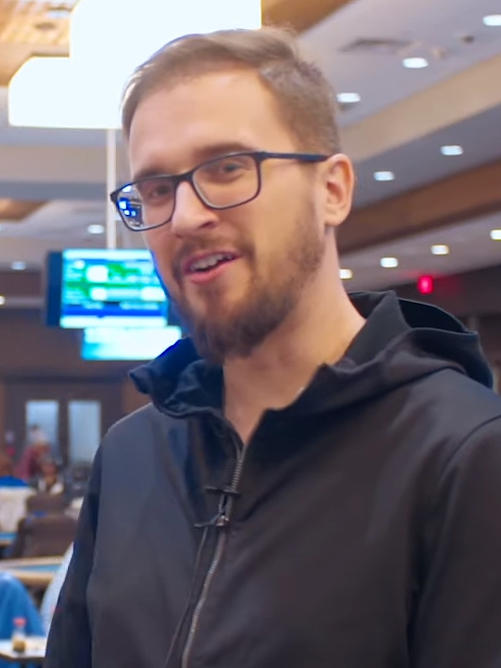
Julien Martini gewann das achte und zwölfte Turnier

Im Falle eines mehrfachen Braceletgewinners gibt die Zahl hinter dem Spielernamen an, das wievielte Bracelet in diesem Turnier gewonnen wurde.
| #  | Buy-in (in €) | Turnier                  | Turnierbeginn | Teilnehmer | Sieger                      | Herkunft    | Preisgeld (in €) |
| -- | ------------- | ------------------------ | ------------- | ---------- | --------------------------- | ----------- | ---------------- |
| 1  | 00.350        | NLH Opener               | 19. Nov. 2021 | 1789       | Antonello Ferraiuolo        | Italien     | 0.077.570        |
| 2  | 00.550        | Pot Limit Omaha 8-Max    | 20. Nov. 2021 | 0623       | Björn Verbakel              | Niederlande | 0.059.250        |
| 3  | 01.350        | Mini Main Event          | 22. Nov. 2021 | 1397       | Emil Bise                   | Schweiz     | 0.260.525        |
| 4  | 02.000        | Pot Limit Omaha          | 23. Nov. 2021 | 0241       | Samuel Stranak              | Slowakei    | 0.101.764        |
| 5  | 00.550        | NLH Colossus             | 24. Nov. 2021 | 2478       | Edmond Jahjaga              | Kosovo      | 0.147.775        |
| 6  | 01.650        | PLO/NLH Mixed            | 25. Nov. 2021 | 0339       | Antoine Vranken             | Niederlande | 0.113.000        |
| 7  | 05.000        | Pot Limit Omaha          | 27. Nov. 2021 | 0184       | Maximilian Klostermeier (2) | Danemark    | 0.204.010        |
| 8  | 02.500        | Short Deck               | 28. Nov. 2021 | 0098       | Julien Martini (2)          | Frankreich  | 0.060.009        |
| 9  | 01.100        | NLH Bounty Hunter        | 29. Nov. 2021 | 0604       | Sergiu Covrig               | Rumänien    | 0.079.282        |
| 10 | 25.000        | NLH Platinum High Roller | 29. Nov. 2021 | 0072       | Andrij Ljubowezkyj          | Ukraine     | 0.518.430        |
| 11 | 01.650        | NLH 6-Max                | 30. Nov. 2021 | 0535       | Simone Andrian              | Italien     | 0.158.616        |
| 12 | 02.000        | 8-Game Mix               | 1. Dez. 2021  | 0061       | Julien Martini (3)          | Frankreich  | 0.033.910        |
| 13 | 10.000        | NLH 6-Max                | 2. Dez. 2021  | 0073       | Romain Le Dantec            | Frankreich  | 0.207.267        |
| 14 | 10.350        | NLH Main Event           | 3. Dez. 2021  | 0688       | Josef Guláš                 | Tschechien  | 1.276.712        |
| 15 | 03.000        | NLH Closer               | 6. Dez. 2021  | 0228       | Alessandro Pichierri        | Italien     | 0.148.008        |

### Main Event
Das Main Event wurde vom 3. bis 8. Dezember 2021 gespielt. Die finale Hand gewann Guláš mit A♦ 8♠ gegen Guilberts 2♣ 2♥.
| Platz | Herkunft       | Spieler               | Preisgeld (in €) |
| ----- | -------------- | --------------------- | ---------------- |
| 1     | Tschechien     | Josef Guláš           | 1.276.712        |
| 2     | Frankreich     | Johan Guilbert        | 0.789.031        |
| 3     | Deutschland    | Alexander Tkatschew   | 0.558.505        |
| 4     | Griechenland   | Athanasios Kidas      | 0.401.344        |
| 5     | Slowakei       | Stanislav Koleno      | 0.292.862        |
| 6     | Nordmazedonien | Aleksandar Trajkovski | 0.217.854        |
| 7     | Niederlande    | Thomas Denie          | 0.163.434        |
| 8     | Nordmazedonien | Ilija Savevski        | 0.125.052        |
| 9     | Niederlande    | Brian Kamphorst       | 0.097.260        |